# سبيل مصطفى جوربجي مستحفظان
سبيل مصطفى جوربجي مستحفظان يقع في شارع الفحامين بالقرب من الغورية المتفرع من شارع المعز لدين الله. أنشأه الأمير مصطفى جوربجي مستحفظان القبرصلي وابنه إبراهيم جلبي سنة 1682م /1094هـ ملحق بوكالة وكان يعلوه كُتاب وسقيفة.

## الوصف
السبيل له شباكين لتسبيل ماء الشرب. حجرة التسبيل مستطيلة ضلعها الأكبر هو الضلع الجنوبي الشرقي وبه أحد شباكي التسبيل يُغشيه مصبعات من النحاس يتخلل بعضها لفظ الجلالة.
شباك التسبيل الثاني موجود بالجهة الجنوبية الغربية وهو أصغر من الشباك الأول، وقد فقدت مصبعات النحاس الأصلية التي كانت تغشى هذا الشباك، ويغشى الجزء العلوى منه الآن مصبعات من النحاس وسُدّ الجزء الأسفل بالأحجار. ويجاور هذا الشباك مدخل السبيل الذي يؤدى إلى دهليز مستطيل على يساره سلم - متداعى حاليا - صاعد إلى الكتاب. وقد اندثر الكتاب ولم يعد له وجود الآن، واندثرت أيضاً السقيفة التي كانت تعلو السبيل والوكالة.
وتم العثور في مخزن الوكالة على لوحة من الرخام عليها كتابة تسجيلية تقرأ: «أنشأ هذا المكان المبارك من فضل الله تعالى الجناب العالي الأمير مصطفى جوربجي مستحفظان القبرصلي وولده إبراهيم جلبي 1044هـ». ولقب الجناب العالي هو لقب تعظيم كان يطلق على أصحاب الوظائف العليا في الحكومة والقصر. على يمين الدهليز باب يؤدى إلى حجرة تتقدم حجرة التسبيل بها فوهة الصهريج (مأخذ الماء) بجوارها حوض كبير كان مستخدما حاصلا لتوزيع الماء على شباكي التسبيل. وفي الجدار الجنوبي الشرقي لهذه الحجرة باب حجرة التسبيل.